# 北海道士幌高等学校
北海道士幌高等学校（ほっかいどうしほろこうとうがっこう、英: Hokkaido Shihoro High School）は、北海道河東郡士幌町にある公立（町立）の高等学校。

## 教育目標
- 農業クラブ活動を重視した体系的農業教育の推進
- 農業教育の専門性を向上させ、「ものづくり」ができる人材の育成
- 町立高校の特色と魅力を持った教育課程の編成
- 生徒一人ひとりに応じた教育活動の実施と自己表現への支援

## 沿革
- 1950年4月1日 - 北海道川西農業高等学校（現在の北海道帯広農業高等学校）士幌分校として、設置が認可される。
- 1952年11月1日 - 北海道士幌高等学校として独立。
- 1959年2月6日 - 校歌制定。
- 1975年4月1日 - 現校舎に移転。
- 2000年11月25日 - 創立50周年記念式典を挙行。
- 2001年10月5日 - アグリビジネス科・フードシステム科課程設置認可。
- 2007年4月1日 - 2学期制（前期・後期）導入。農業教員養成コース設置。
- 2007年7月31日 - 酪農学園大学との高大連携調印。